# Parabaeus armadillus
Parabaeus armadillus är en stekelart som beskrevs av Austin 1990. Parabaeus armadillus ingår i släktet Parabaeus och familjen gallmyggesteklar. Inga underarter finns listade i Catalogue of Life.